# Rexhep Mitrovica
Rexhep Mitrovica (Mitrovica, 1887 - Estambul, 21 de mayo de 1967) fue un político albanés. En 1912 fue uno de los 83 firmantes de la Declaración de Independencia de Albania. Durante la Segunda Guerra Mundial fue miembro del frente nacionalista Balli Kombëtar y ejerció como primer ministro entre 1943 y 1944, en plena ocupación alemana.

## Biografía
Rexhep nació en el seno de una familia terraniente de Mitrovica, valiato de Kosovo (por aquel entonces, parte del Imperio otomano), y cursó estudios en Üsküb y Constantinopla. Participó de forma activa en las revueltas albanesas de 1912 junto con los también kosovares Isa Boletini y Hasan Prishtina. El 28 de noviembre de ese mismo año fue uno de los 83 firmantes de la Declaración de Independencia de Albania como representante de Peć, mostrando su interés por la creación de una Gran Albania que incluyese a su región, algo que no pudo conseguir. Desde 1921 hasta 1923 fue ministro de Educación.
Cuando el gobierno de Fan S. Noli fue derrocado en 1924, participó en una trama fallida para derrocar al primer ministro Ahmet Zogu. Aunque se le concedió la amnistía en 1927, vivió exiliado en Austria y Francia.
Mitrovica regresó a Albania después de que se produjera la ocupación italiana en la Segunda Guerra Mundial. En 1942 se unió al Balli Kombëtar, una guerrilla de resistencia albanesa contra los italianos pero que también era anticomunista, a diferencia del movimiento partisano. Las acciones que Rexhep llevó a cabo motivaron su arresto en la cárcel de Porto Romano, a las afueras de Durrës.
Después de la capitulación de Italia y de que la Alemania nazi ocupase el país, Mitrovica estaba al frente de la Segunda Liga de Prizren. A diferencia de los italianos, el gobierno de Berlín aceptó que Albania fuese soberana con un gobierno títere, del mismo modo que el Estado Independiente de Croacia, para el que se contó con los nacionalistas conservadores del Balli Kombëtar. Mitrovica asumió como primer ministro en noviembre de 1943; bajo su mandato se inició la reconstrucción de estructuras de estado desaparecidas en 1939, entre ellas las Fuerzas Armadas, la policía y el Ministerio de Asuntos Exteriores. Además siempre fue partidario de anexionar los territorios de mayoría albanesa en la llamada Gran Albania, lo que incluía Kosovo y el oeste de Macedonia. Permaneció en el cargo hasta el 18 de julio de 1944, cuando el gobierno ya mostraba signos de debilidad por el transcurso de la guerra.
Antes de que el movimiento partisano derrotase al gobierno alemán en noviembre de 1944, un Mitrovica enfermo de tuberculosis consiguió huir del país rumbo al Ostmark junto con el ministro de Interior, Xhafer Deva. Tras recuperarse viajó hasta Génova y de allí pasó a Turquía gracias a un contacto diplomático. Falleció en el hospital general de Estambul en mayo de 1967.